# 鬼取町
鬼取町（おにとりちょう）は、奈良県生駒市の町名。郵便番号は630-0237。

## 地理
生駒市南部、生駒山の南山麓に位置し、西に大阪府東大阪市、南に西畑町、藤尾町、東に大門町、北に小倉寺町、菜畑町と接する。
生駒山の山頂は二つに分かれ、南の山頂が鬼取山と呼ばれている。

## 歴史
役行者がこの付近にいた前鬼・後鬼を従わせたという伝承のある土地。それに因んで平安時代初期に生馬寺がこの地に移され、靏林寺（鶴林寺）になったとされる。靏林寺は江戸時代中頃に、山頂付近から東部の鬼取集落近くへと移った。
鬼取の地名は少なくとも室町時代には見えた。江戸時代には鬼取村といい、初めは幕府領、元和元年（1615年）からは郡山藩領となる。寛政年間（1789 - 1801年）頃には、隣の大門村との立会池を築造した。

### 沿革
- 1889年（明治22年） - 萩原村・藤尾村・西畑村・小倉寺村・大門村・有里村・壱部村・小瀬村・乙田村・小平尾村と合併して南生駒村が発足[7]。南生駒村大字鬼取となる[5]。
- 1955年（昭和30年） - 生駒町の大字となる[5]。
- 1971年（昭和46年） - 生駒市鬼取町となる[5]。

## 世帯数と人口
2019年（令和元年）10月1日現在の世帯数と人口は以下の通りである。
| 町丁   | 世帯数 | 人口 |
| ------ | ------ | ---- |
| 鬼取町 | 31世帯 | 65人 |

### 人口の変遷
国勢調査による人口の推移。
| 1995年（平成7年）  | 87人 | [ 8 ]  |  |
| 2000年（平成12年） | 90人 | [ 9 ]  |  |
| 2005年（平成17年） | 82人 | [ 10 ] |  |
| 2010年（平成22年） | 75人 | [ 11 ] |  |
| 2015年（平成27年） | 60人 | [ 12 ] |  |

### 世帯数の変遷
国勢調査による世帯数の推移。
| 1995年（平成7年）  | 23世帯 | [ 8 ]  |  |
| 2000年（平成12年） | 29世帯 | [ 9 ]  |  |
| 2005年（平成17年） | 28世帯 | [ 10 ] |  |
| 2010年（平成22年） | 25世帯 | [ 11 ] |  |
| 2015年（平成27年） | 24世帯 | [ 12 ] |  |

## 事業所
2016年（平成28年）現在の経済センサス調査による事業所数と従業員数は以下の通りである。
| 町丁   | 事業所数 | 従業員数 |
| ------ | -------- | -------- |
| 鬼取町 | 3事業所  | 27人     |

## 交通

### バス
- たけまる号
  - 西畑線

## 施設
- 生駒山上遊園地 - 敷地の一部が鬼取町にある。
- 鶴林寺 - 浄土宗[14]。山号は鬼取山[14]。寺伝では和銅3年（710年）に行基が鬼取山生馬院として創設し、平安時代初期に移転し鬼取山鶴林寺に改称したとされる[14]。